# 前野義詮
前野 義詮（まえの よしまさ）は、戦国時代および安土桃山時代から江戸時代頃までの武将・棒術の使い手。一般には前野清助の名で知られる。小坂雄吉（前野宗吉）の弟子。

## 人物

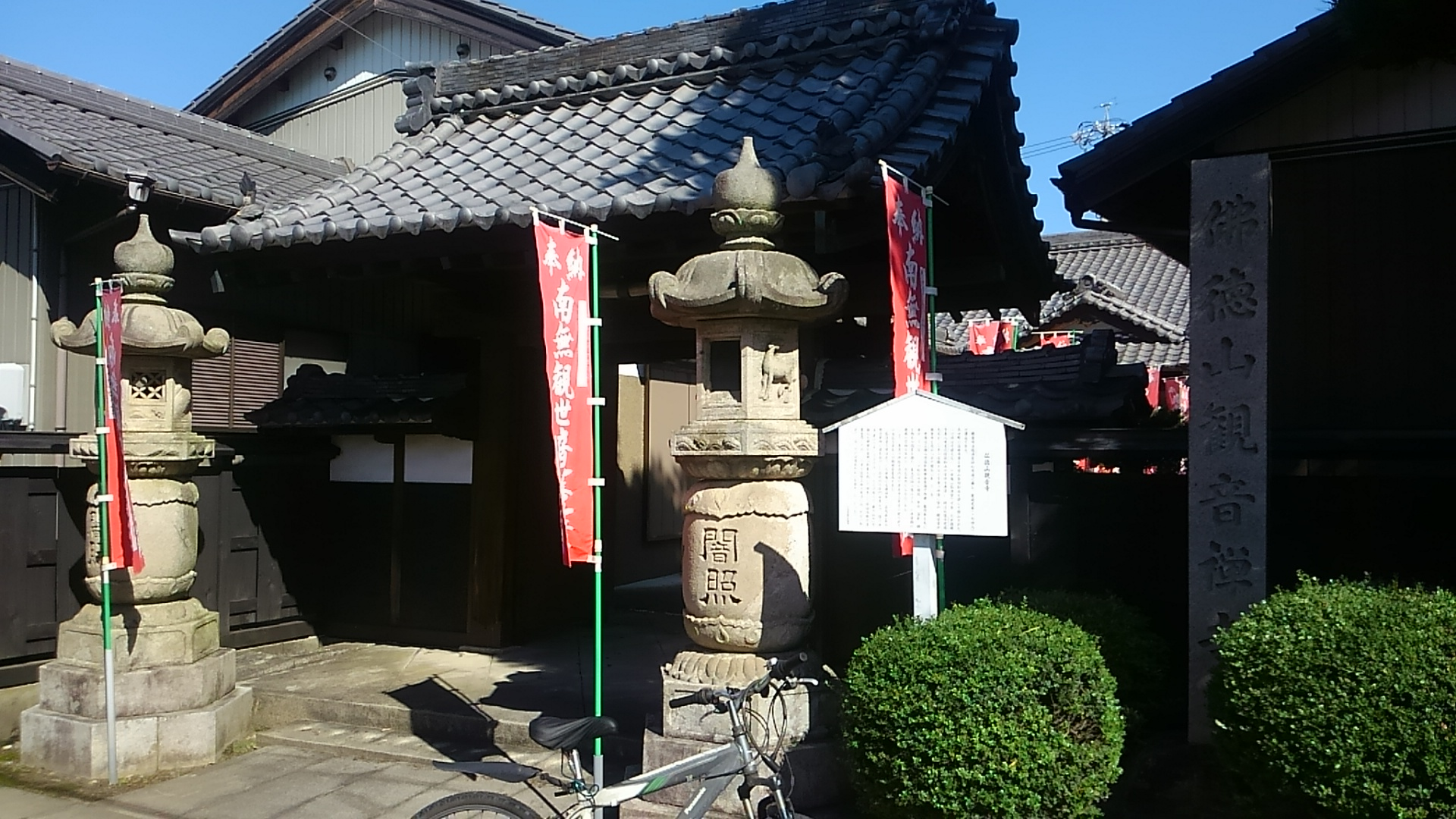
長康を弔うために義詮が結んだ草庵（現観音寺）
（愛知県江南市前野町）

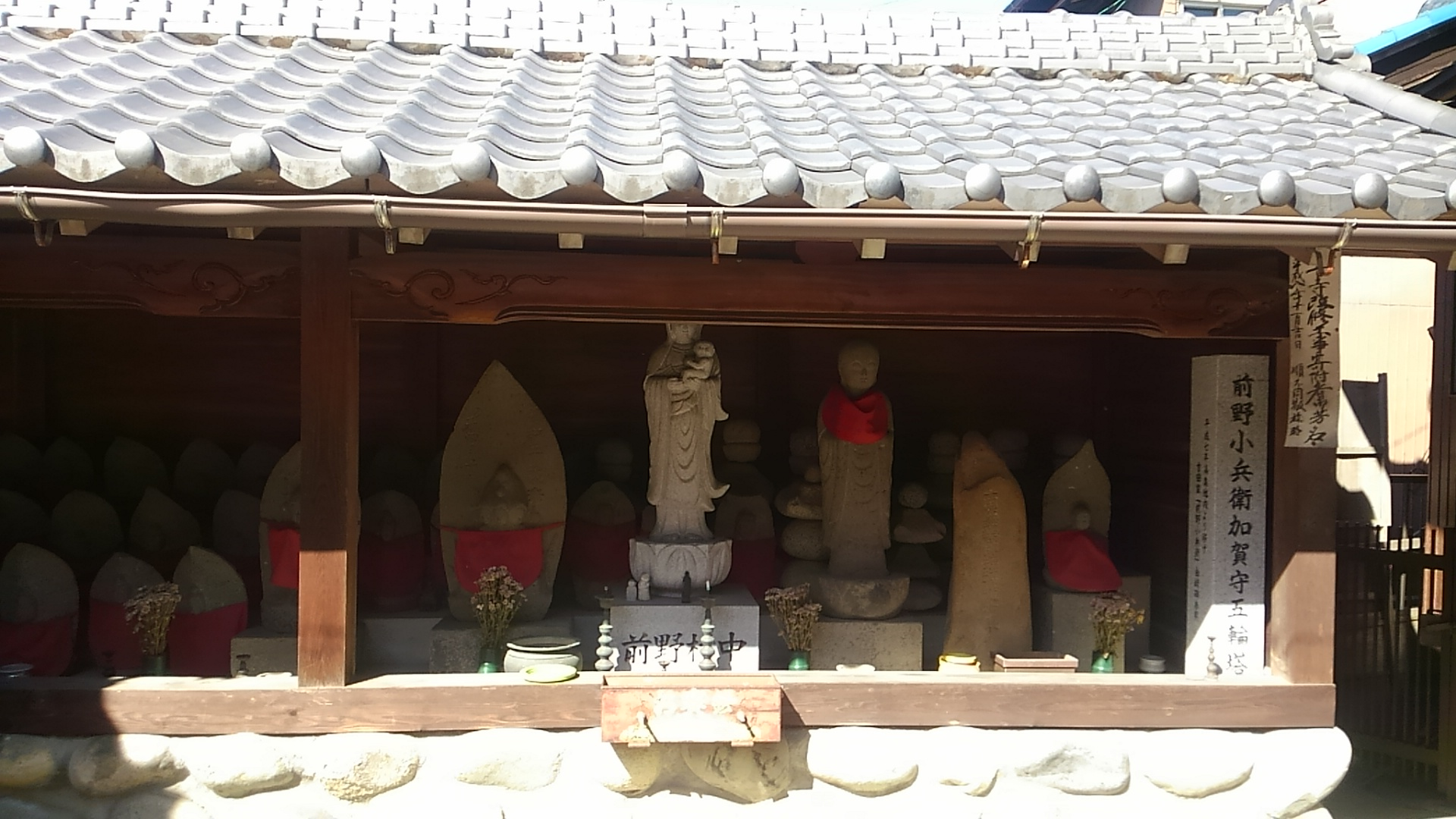
観音寺本堂左側にある前野家一族の供養塔

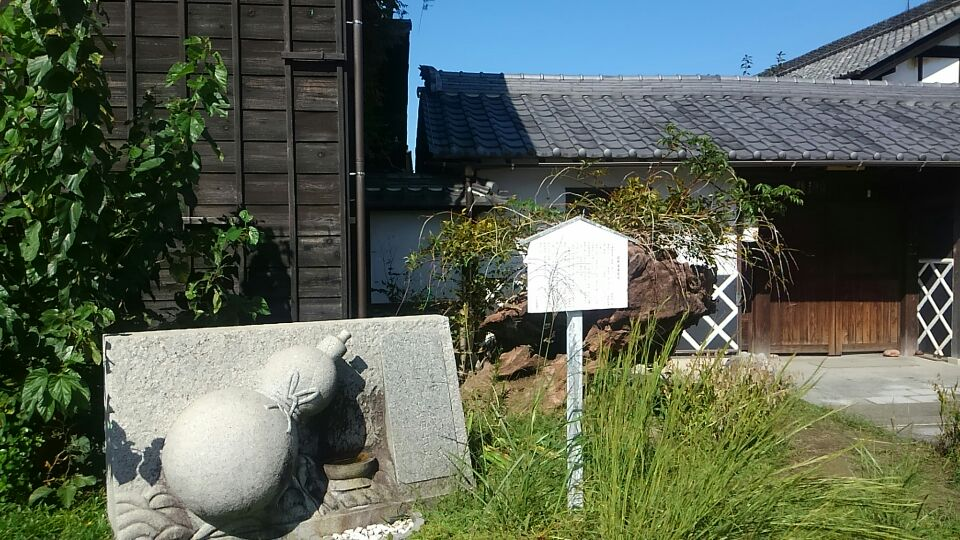
前野家屋敷

義詮は、尾張国の土豪・前野家の前野義高の三男に生まれる。前野家に仕えた家臣で、通称・清助。兄は関ヶ原の戦いで前野忠康とともに戦って戦死した前野九郎兵衛。九郎兵衛とともに前野宗吉の弟子となって棒術を教わった。戦場でもその棒術が役に立ち、凄まじい槍働きを魅せたという。前野宗吉は織田信雄の家臣であり、義詮の父・義康とともに織田家に仕えていた。妹は土方信治の室となり土方雄久を産んだ。そのため義詮は土方雄久の叔父にあたる。義詮の従兄弟で主君である前野長康に仕え、墨俣城築城の戦い以来すべての戦いに出陣し、出石城家老にまで出世した。長康が秀次事件で関白秀次を弁護して連座切腹となった際には、追い腹を禁じられ、京都・伏見の六漢寺にて長康が切腹する際の介錯を務めた。前野姓をはばかり野田義詮を名乗った。その後浪人ののちに出家して常円と称す。主君・長康を弔うために、尾張国丹羽郡前野村に草庵（現在の仏徳山観音寺）を結んだ。『信長公記』の著者として知られる太田牛一とは気の合う人物だったという。兄の九郎兵衛や吉田雄翟（前野宗吉の孫）と仲がよく、三人で前野家屋敷に集まって語り合うことが多かったという。主君長康の書いた『五宗記』を含む家宝を持っていたため、吉田雄翟が『武功夜話』を書き始めると、義詮もそれに協力して編集に参加したという。

## 名称について
一般的には前野清助や野田清助などの名で知られているが清助は通称で、義詮（よしまさ）が本来の名前である。諱は義詮（よしのり）と読むとすることもある。

## 氏族
前野氏は、桓武天皇皇子の良岑安世を始祖とする良岑氏の派生系統で、良岑高成（立木田高成）の子である前野高長が尾張国丹羽郡前野村（現在の愛知県江南市前野町から大口町辺り）に移り住んで前野を自称し、その曽孫である前野時綱が正式に名乗ったのが始まりとされている。

## 系譜
- 父：前野義康
- 生母不明の子：前野清助某（野田清助とも云う）